# ケルン市歴史文書館
ケルン市歴史文書館（ケルンしれきしぶんしょかん、ドイツ語: Historisches Archiv der Stadt Köln）は、ドイツ、ケルンの基礎自治体公文書館である。ヨーロッパでも最大級の地域公文書館である。
地域公文書館は中世からケルンで記録を保管してきた。ケルン最古の設立許可書の目録は、1408/1409年に遡る。文書館で保管している最古の文書は、紀元922年のものである。
文書館は広大な原稿を保管するのと同様に、ケルン市の全年代の公私にわたる文書を保存している。名称にある「歴史」が、古い歴史に焦点を当てた閉架の完全な文書館であることを示唆しているのかも知れないとはいえ、この文書館は最新の地域公文書を収集している政府の公式収集庫でもある。
6階建ての文書館は、2009年3月3日に近隣のアパート2棟を巻き込んで倒壊した。近隣の建物住人二人が死亡した。建設作業員の警告を受けて文書館職員と利用者は全員助かった。文書館に保管されていた歴史的資料にどれくらい実際に被害があったかは依然として不明である。市の歴史に関する手書きの記録が、相当破壊されたと考えられている。

## 法的根拠
ノルトライン＝ヴェストファーレン州に地域公文書館が置かれているのは、1989年の「Archivgesetz des Landes NRW」法に基づいている。ケルン市文書館は市の公文書条例(Archivsatzung)によっても（最新改正は2007年）運営されている。連邦公文書法(Bundesarchivgesetz)は適用されていない。

## 歴史

### 聖堂方式
ケルンにおける初期の公文書保管方式は、文書を必要とする市民権に用いられる所謂「聖堂方式」（de:Schreinswesen）であった。「Schrein」（ラテン語の「scrinium」に語源のある「聖堂（shrine）」）は、地方行政区当局が記録や法令を保管する木製の櫃や飾り棚のことであった。このような聖堂が、ケルン市庁舎近くの聖ローレンス教区で最も有名で、中世を通じて（現代にも拡大し）記録保管に用いられた。記録は主に不動産取引に関するもので、後に聖堂書(de:Schreinsbücher)として知られることになる羊皮紙や本に殆どは残された。ケルンではこの本は紀元1130年まで遡れる。12世紀後半の同様の本は、メスやアンダーナハのものが知られている。19世紀に古いケルン聖堂の記録は全て市立文書館に移された。

### 初期の市立文書館
少なくとも1322年には市立文書館が存在したことが確認できる。1326年に市議会は所謂白書（「Weißes Buch」、法令と権利を複写した本）を創刊することを決定した。少なくとも1370年から文書館は「Haus zur Stessen」にあった。

### 市庁舎の文書館

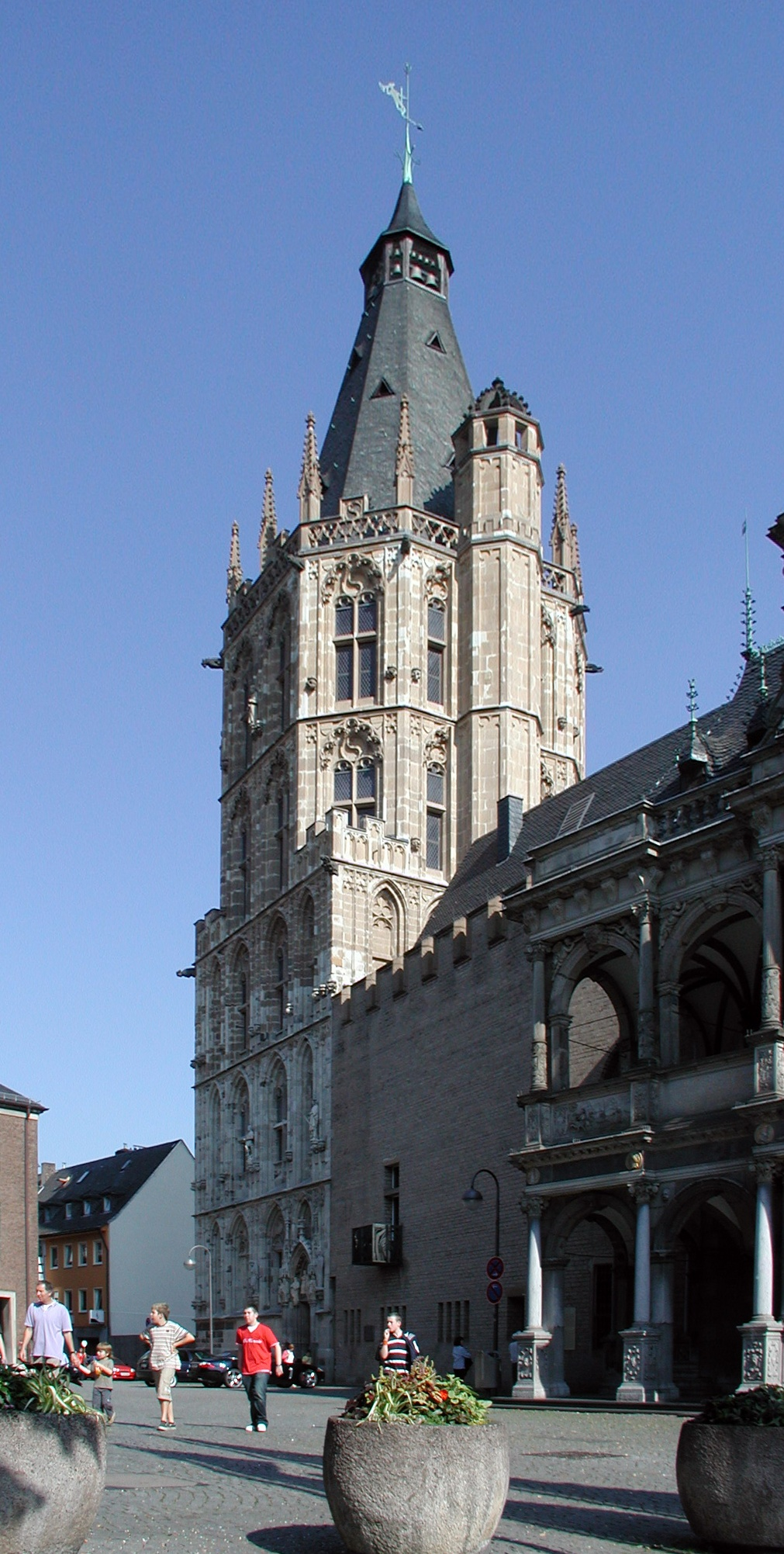
ケルン、市庁舎、2007年

中世のケルンでは価値ある商品や重要な取引文書が、特別に裏庭に作られたアーチ型天井の倉庫に大量に保管されていた。この保存方法は実業家と市当局の双方で用いられていた。文書には権利、契約、法律集、地図、印章、重要人物の不動産取引による文書があった。市と他地域や国際間の取引が、盛んになり繁栄したので、市当局は増える文書を十分な空間に保管することを計画した。
1406年8月19日、市議会は市庁舎に塔を増設することを議決した。塔は結局1407年から1414年にかけて建設され、市の法令の保管部屋、権利、警備用に様々な目的に提供された。建設を請け負ったのは、ケルンの会計課職員ローラント＝フォン・オーデンドルプであった。四角形の上層階2つと八角形の頂上階2つのあるゴシック建築は、この時期のオランダ式鐘楼に幾分似ていて、高さは62メートルになった。葡萄酒貯蔵庫、武器庫、市議会の会議室、頂上階の消防士詰め所、市立文書館のアーチ型の部屋があった。文書はAからXまでの櫃や飾り棚に保管されていた。1396年の市の憲章である「Kölner Verbundbrief」は、王冠の施された櫃に収めて市の誇りとした。1414年から文書館は「Gewulvemeister」（貯蔵庫長官）により運営された。後に運営は市の法務委員会「syndici」に引き継がれた。
1594年、ハンザ同盟のブルッヘ事務所の記録が（当時はアントウェルペンに保管されていた）、ケルン文書館に移された。この記録にはハンザ同盟議会の議定書の写しがあった。1594年の移動に伴いケルン文書館はハンザ同盟に関する歴史的文書を保管する最も重要な場所となり、従って北ドイツ一般の歴史に関してリューベック市立文書館に匹敵するまでになった。
1602年2月27日、市議会は司法と行政に関する書籍を例年行われるフランクフルト・ブックフェアで購入するよう指示した。一連の書籍は、後に市会文書館で保管され、ケルン市立図書館の基礎となった。この「ラートビブリオテーク」（市会文書館）は19世紀初頭にフランスに占領されても大きな損害のなかった数少ないケルン図書館の一つであった。
19世紀初頭にケルンで大聖堂と規範大学が世俗化すると、フランス政府はフランスの公文書をデュッセルドルフの国立公文書館に保管するよう命令した。ケルン市長が19000件の法令など多くの記録をケルン市立文書館に移すよう要求できたのは、1949年になってからであった。

### 19世紀の文書収集

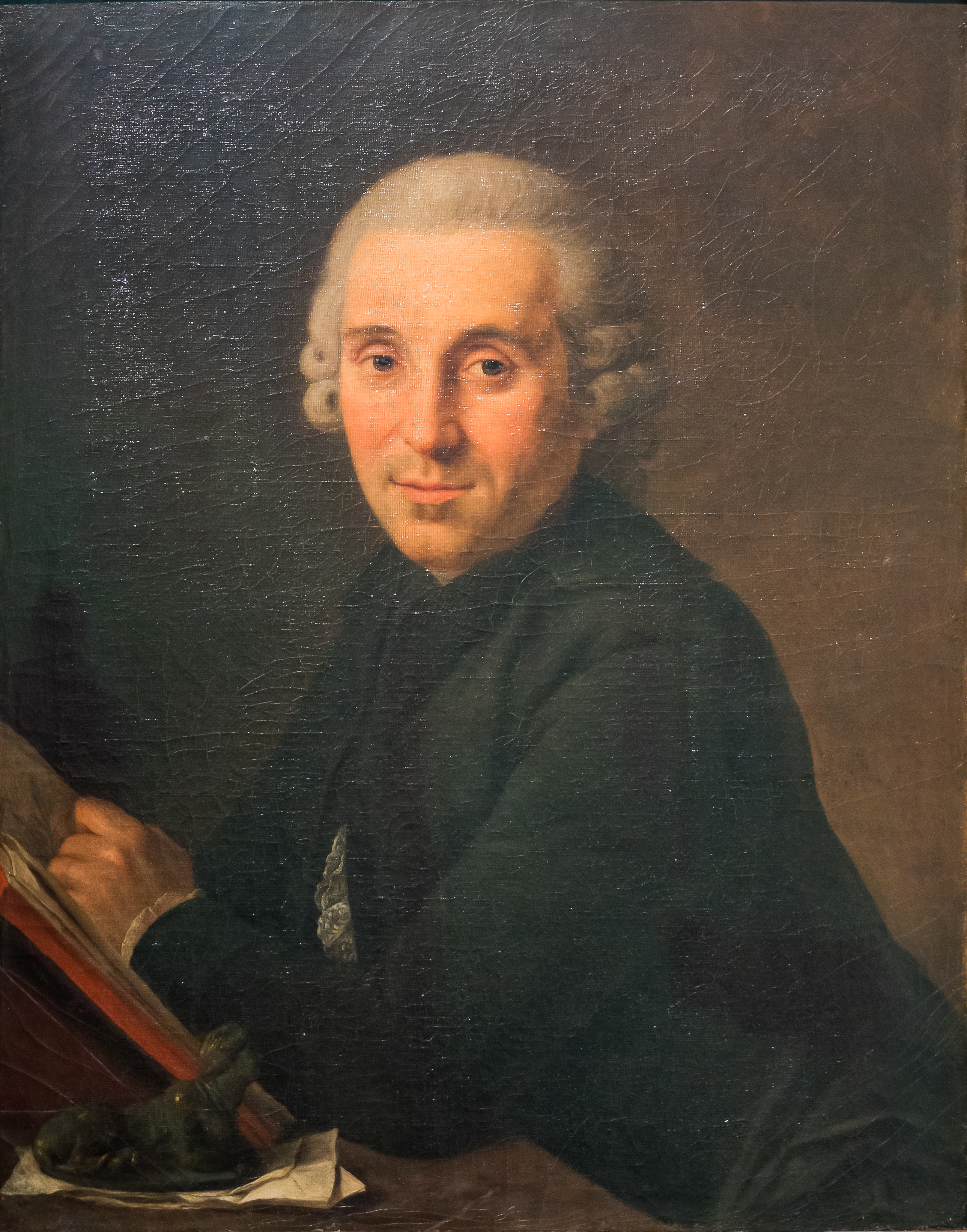
フェルディナント＝フランツ＝ヴァルラフ、収集家

1818年、ケルン市はフェルディナント＝フランツ＝ヴァルラフの芸術、書籍、古写本の一大収集物を譲り受けた。ヴァルラフが1824年に死去すると、彫刻と絵画は、「Wallrafianum」（現在ヴァルラフ・リヒャルツ美術館として知られるケルンの主要な美術館の一つ）の基礎になっていた。一つの実在として当時から運営された文書館や図書館は、書籍や古写本全てを保存するのに選ばれた。運営上組織が1880年代に分かれると、印刷された書籍全てがこの図書館に渡されたとはいえ、古写本は全て文書館で保管された。このことが大半の公文書館と違いケルン文書館は中世の古写本の一大収集物を誇っている理由である。文書館と図書館は、図書館がケルン大学に新たに建造された建物に移る1934年まで建物を共有していた。
1815年から1857年に死去するまでヨハン＝ヤコブ＝ペーター＝フックスは有志の館長として市立文書館の運営に当たった。1824年に美術館の管理人でありワルラフコレクションの分類分けも行ったフックスは、ワルラフの友人であった。完全な文書類を再組織化し、学術的な調査ができるように内容を整えた。
1857年、レオンハルト＝エンネンが最初の常勤の市の公文書保管人になった。自叙伝で有名になった16世紀のケルンの法律家ヘルマン＝フォン・ヴァインスベルクの不動産から文書を獲得した。

### 1897年築の文書館

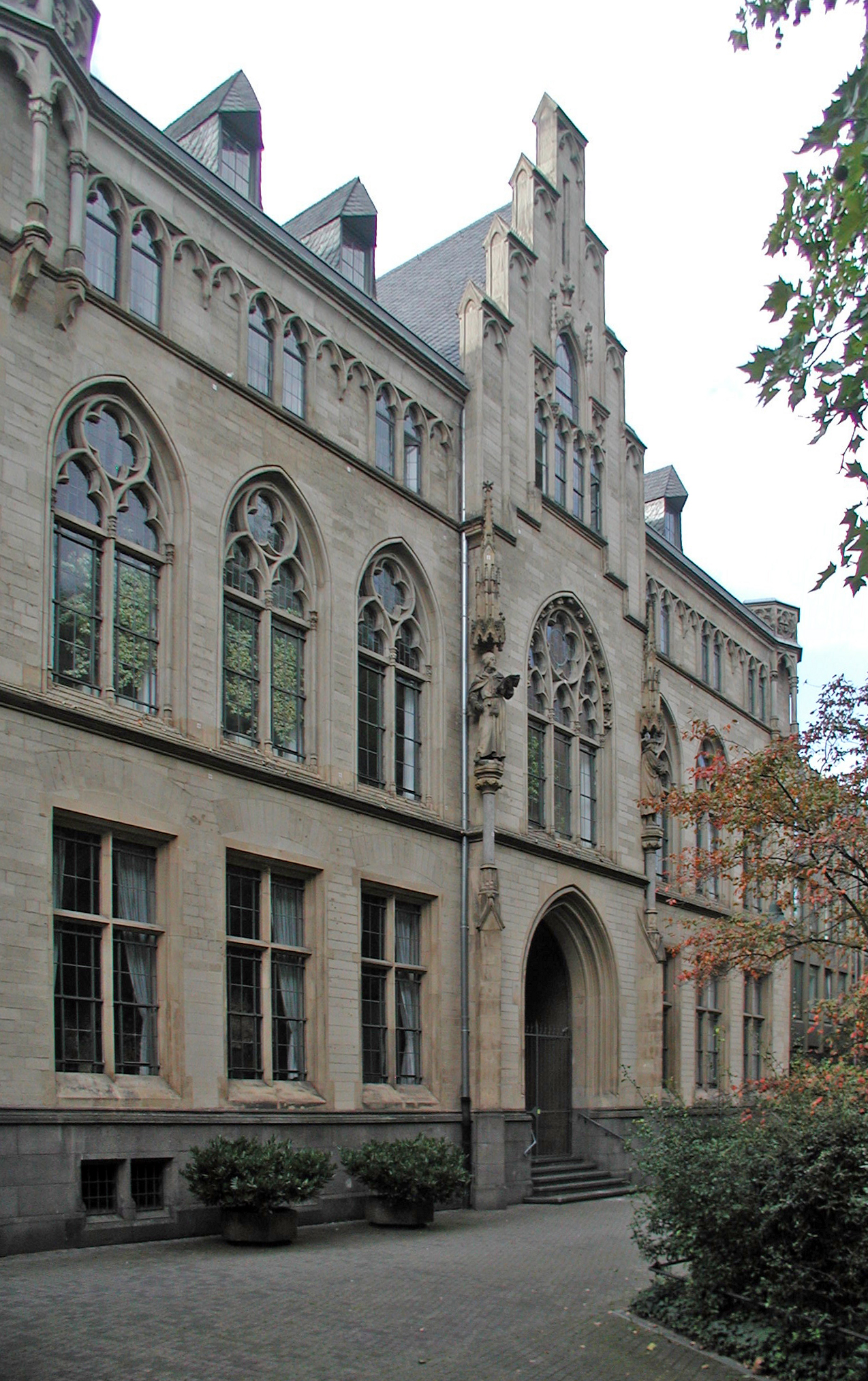
1897年築のケルン市公文書館（Kölnstadarchitiv）。所在地はGereonskloster 12

1894年から1897年まで市立文書館と図書館用に新しい建物が特別に建造された。建築家フリードリヒ＝カール＝ハイマンによるゴシック形式を模した建物は、1897年12月に竣工した。新しい建物は、ケルン市が多くの独立都市や村を合併して拡大を促進した際に公文書を収容するに十分な広さがあった。
第二次世界大戦中に建物は爆撃で被害を受けた。しかし記録と古文書は全て1939年9月のような早い時期に安全な保管場所に保管していたので、文書類は大きく失われることはなかった。
文書類が1971年に新しい場所に移ったので、建物は保険会社ゲルリンクの私立図書館に用いられている。

### 1971年築の文書館

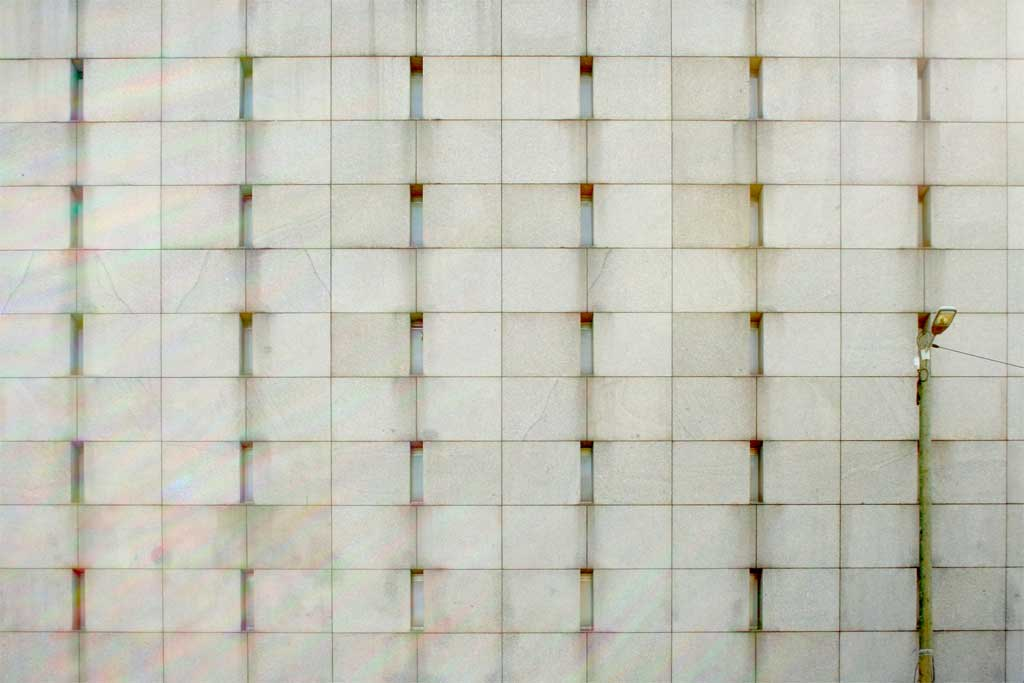
文書館のファサード

1971年、建築家フリッツ＝ハファカンプによる6階建ての文書館がケルン市中心部の南側のゼフェリンシュトラーセに建設された。
建設目的の一つが、人工的な気候の下で気候変動から文書類を守ることにあった。人工的なエアコンを使うという同時代の傾向に反してハファカンプはそうした技術を殆ど使わない構造体による自動調整の方を好んだ。「ケルンモデル」として文書館はその後の多くの文書館の模範になった。
外気に晒されないように書架室を最大限守るために鉄筋コンクリート枠は49cmの厚さの煉瓦壁で囲んだ。外壁は明るいチェコの花崗岩で作った煉瓦壁から7cmの距離を置いて取り付けられた。内側の壁は、内側からの湿気を吸収する漆喰を塗った。湿気は煉瓦壁を通って放射し、壁と外壁の間の空間を通って排出された。地下室だけは（天井は30cmの厚さ）、人工的にエアコンが効いている。高さ130cm、幅25cmの垂直の溝は、内壁の放射を通すようになっていて、その為に日光による温度変化は、起こらなかった。1階は大きな窓が取り付けてあった。溝は換気にも用いられた。反対側の溝は、書架に平行して並ぶ空気の流れを作り出した書架棟の各階は、647m²の有効な外壁に最大4221mにわたって記録を保存した。部屋は高さ2.30m、書庫は2.25mの高さであった。書庫はそれぞれ最大70kgまで載せることができた。。
中心となる書庫棟は、高さ21.4m、幅48.8m、奥行き16mであり、更に建物全体における地下と1階は、かなり広いものになっていた。ゼフェリンシュトラーセに向かって1階は入口と展示室になっていた。その周辺は事務室20室を囲む形の読書室、返還室、様々な用途に用いられる部屋であった。4つある中庭から後方の1階の部屋に自然光が差し込んだ。地下には法令文書室、公文書図書室、中央には60cmの厚さの鉄筋コンクリート壁の法令と記録保管用の重要文書保管室があった。文書館は炎感知器、二酸化炭素による消火設備、防犯警報で守られていた。
公文書が1897年の文書館から新しい文書館に移ると（1971年4月26日から6月20日）、書庫の44％弱が埋まった。1996年には収蔵量がいっぱいになり、それ以降は外部委託が行われた。

### 2009年に倒壊した文書館

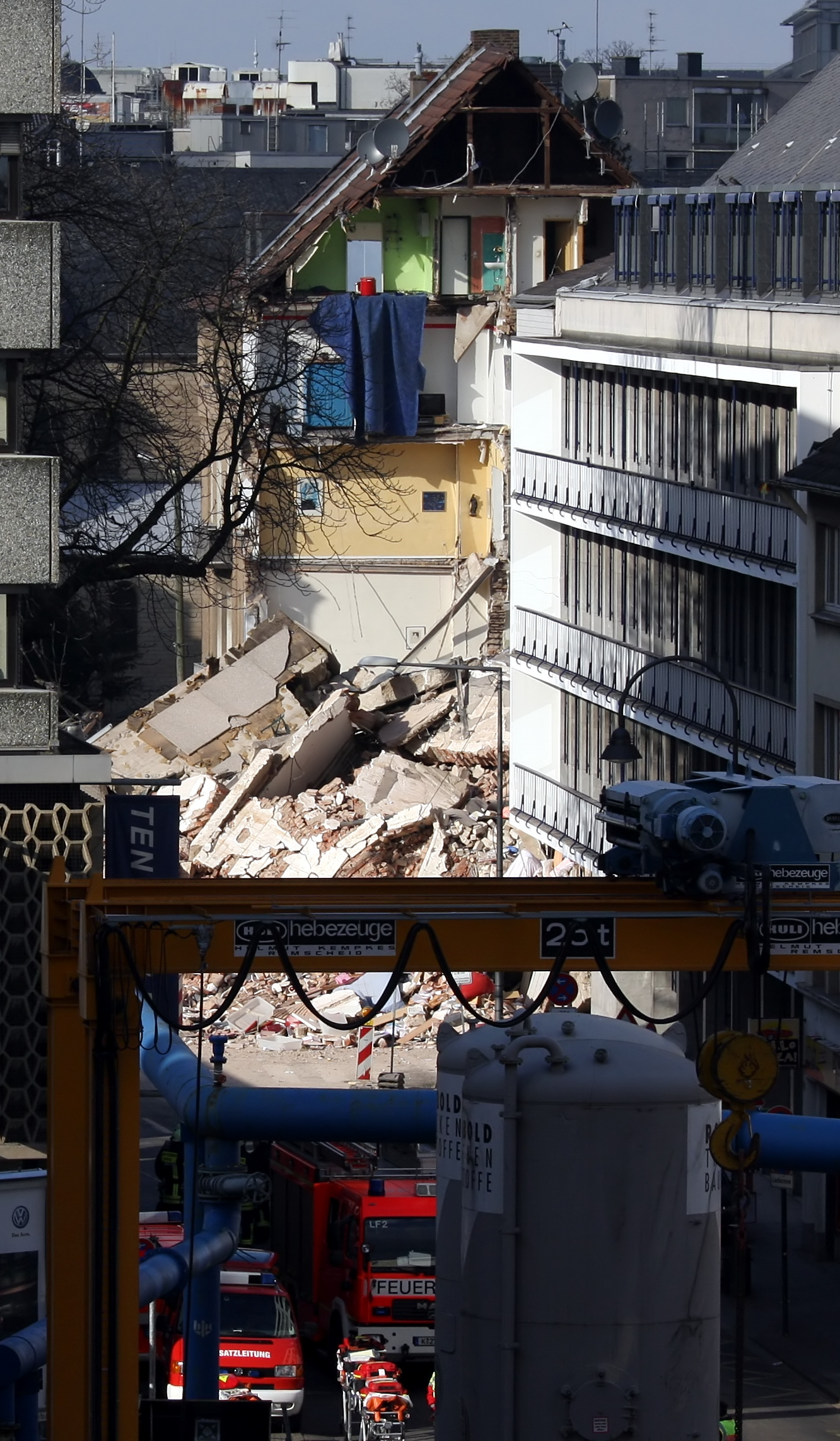
倒壊した文書館と近隣の建物、2009年3月

2009年3月3日午後1時58分、文書館は倒壊した。この大惨事の原因はケルンLRTの地下鉄新線工事が関係していると考えられている。地下の分岐設備を作っていた建設作業員は、建設中の穴から出水があったと報告した。その後、文書館職員と利用者に、文書館から速やかに退避するように警告した。その直後、地下鉄のトンネルが陥没し文書館が倒壊した。近所のアパート2棟も倒壊し、2人が死亡した。
倒壊した書庫館には中世のヴァルラフコレクションなどの重要な文書類が保存されていた。文書類の約90％が、倒壊した文書館に埋まってしまった。映画や写真のような主に地下の読書室に保管していた他の収蔵品と4万件に及ぶ法令集は、避難できた。その他の外部委託していた少数の記録類は、倒壊の被害を免れた。フゴ＝シュテーケンパー前館長によると、12世紀からの「聖堂憲章」80点、印章、殆どの目録は、被害を免れ、そっくりそのまま残っている。

## 収蔵品
収蔵品
- 紀元922年から現在に至る法令6万5000点
- レコード2万6000メートル分
- 地図と図面10万4000点
- ポスター5万点
- 資産、文学などの特別な収集品800点

収蔵品700点には作家でノーベル文学賞受賞者ハインリヒ・ベル、作家のヤコブ＝イグナツ＝ヒトルフ、イルムガルト＝コイン、フィルマ＝シュトゥルム、パウル＝シャリュック、ハンス＝マイヤー、建築家のエルンスト＝フリードリヒ＝ツヴィルナー、ズルピツ＝ボワスレー、収集家フェルディナンド＝フランツ＝ヴァルラフ、作曲家ジャック・オッフェンバック、マックス・ブルッフ、指揮者のギュンター・ヴァント、哲学者のヴィレム・フルッサーがあった。建築家のハンス＝シリング、オスヴァルト＝マチアス＝ウンガース、ヴィルヘルム＝リプファーン、カール＝バント、ゴットフリート・ベーム、ドミニクス＝ベームの図面類は、文書館に収蔵されていた。 
市庁舎に以前収蔵されていた法令や権利全ては最初の目録に掲載されていた（inv. no. „Alte Repertorien 6“）。この「ハウプトウアクンデンアルヒーフ」（主な法令文書類）としても知られる収蔵品は、文書館の中心をなすものとみなされ、それ故に目録の第一巻に収められていた。
2009年まで誕生、婚姻、死亡の登録全てが年齢に関係なく市立登録事務所に保管されていた。2008年3月13日に法律が改定されると、1898年までの出生登録、1928年までの婚姻記録、1978年までの死亡登録が、2009年に文書館に移された。
ケルン文書館で最重要な独自の収蔵品の多くが、ドイツの中央保管庫（シュヴァルツヴァルトのオベリートの「バーバラシュトーレン」洞窟）にマイクロフィルムの形で保管してある。バーバラシュトーレンには市立文書館などの様々なケルン収蔵品から様々な品質の画像100万点を納めたマイクロフィルム約638点がある。しかし最近の収蔵品は、作家ハインリヒ＝ベルの財産のようにまだマイクロフィルムにしていないものがあった。シュミット・ツァイア館長によると、文書類は極僅かしかデジタル化されたに過ぎない。
古い法令の写真文書館は、ケルン文書館の法令284件を高画質の白黒写真にしてあった。

## 館長の一覧

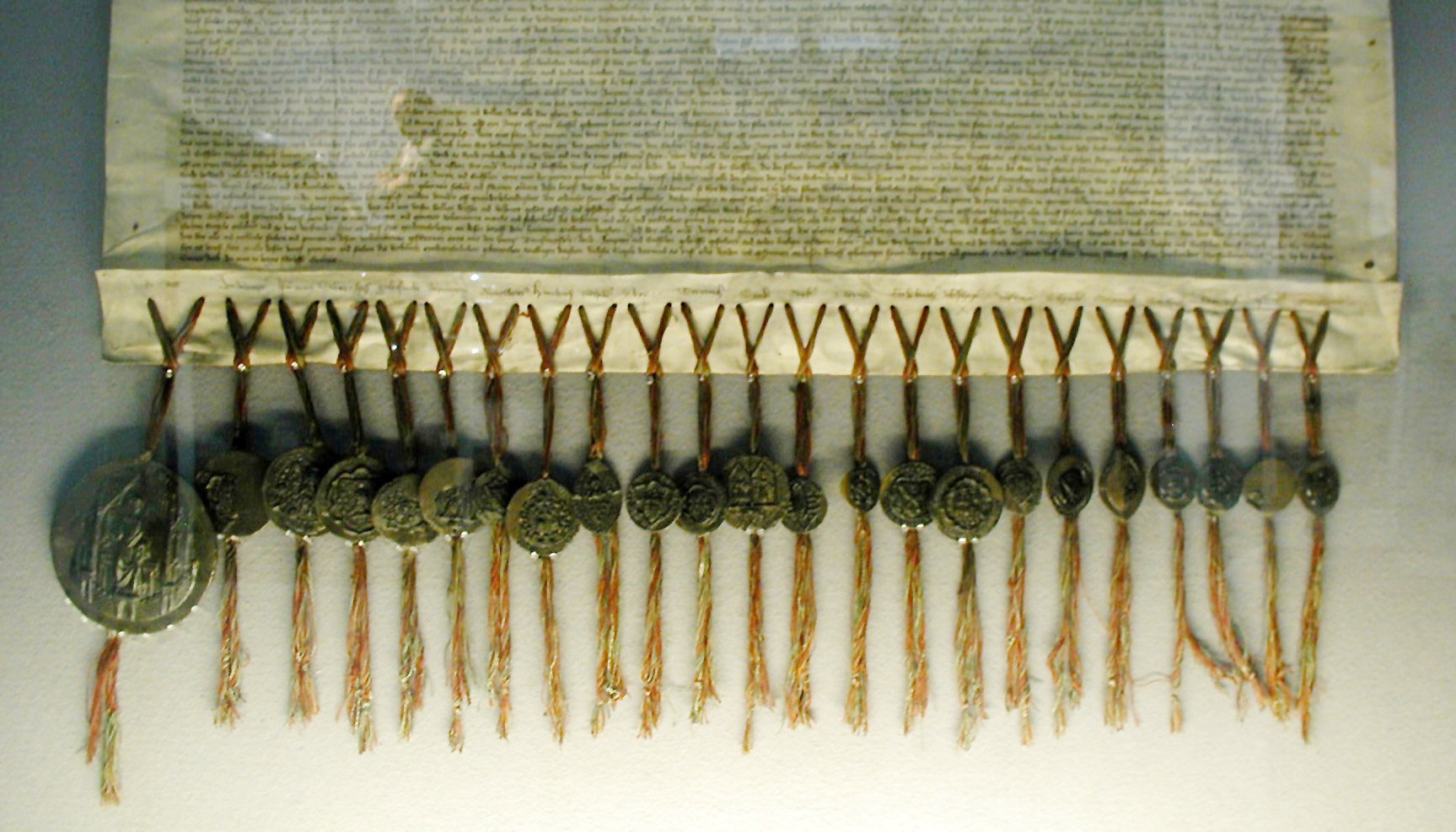
「Kölner Verbundbrief」憲章のディテール

ケルン市立文書館館長
| 館長                                        | 時期          | 写真 |
| ------------------------------------------- | ------------- | ---- |
| ヨハン＝ヤコブ＝ペーター＝フックス          | 1815年–1857年 |      |
| レオンハルト＝エンネン                      | 1857年–1880年 |      |
| コンスタンティン＝ヘールバウム              | 1880年–1890年 |      |
| ヨゼフ＝ハンゼン                            | 1891年–1927年 |      |
| エーリヒ＝クパル                            | 1932年–1960年 |      |
| アルノルト＝ギュッチェス                    | 1960年–1969年 |      |
| フゴ＝シュテーケンパー                      | 1969年–1994年 |      |
| エフェルハルト＝クライネルツ                | 1994年–2004年 |      |
| ベッティーナ＝シュミット・ツァイア (* 1960) | 2004年–       |      |